# Gvozdansko (utvrda)
Gvozdansko je utvrda u Gvozdanskom. Sagradila ih je hrvatska plemićka obitelji Zrinskih.

## Povijest
Sagrađeno je u drugoj polovici 15. stoljeća. U njoj je Nikola III. Zrinski imao topionicu, ljevaonicu i kovnicu novca. Prvi se put spominje 1488. godine. Nikola III. Zrinski je poslije zajedno sa sinom Nikolom često obilazio rudnike i kovnicu novca.
Turci su pokušali osvojiti nekoliko puta ovu tvrđavu. Tijekom napadaja na Hrvatsku poduzeli su tri velika napada. Prvi je poduzeo 1561. Malkoč-beg, 1574. Ferhad-beg te 1576. Kapidži-paša. Zadnja opsada koju su poduzeli predvođeni Ferhat-pašom Sokolovićem bila je s 10.000 vojnika. Trajala je od 3. listopada 1577. do 13. siječnja 1578. Za razliku od prethodnih, bila je znatno bolje pripremljena. Stoga je ta opsada Gvozdanskog Turcima tek nakon petog pohoda konačno uspjela. Kad su okupirali ovu tvrđavu, poginula je sva hrvatska posada.
Velika vojna vještina, otpor do posljednjeg čovjeka i svjesno žrtvovanje za domovinu učinilo je Gvozdansko simbolom hrvatske želje za slobodom i otpora protiv stranih osvajača. U hrvatskoj povijesti Gvozdansko igra ulogu sličnu onoj koju ima Masada u židovskoj, Alkazar u portugalskoj i Alamo u američkoj povijesti. Ova bitka zauzima posebno mjesto u hrvatskoj vojnoj povijesti pored one bitke za Siget 1566. gdje su se istakle hrvatske postrojbe pod vodstvom Nikole Šubića Zrinskog.

## Vanjske poveznice
- Vladimir Brnardić: Gvozdansko  Arhivirana inačica izvorne stranice od 16. siječnja 2014. (Wayback Machine), Hrvatski vojnik broj 68, siječanj 2006.
- Kratki video-zapis o opsadi i padu tvrđave Gvozdansko  Arhivirana inačica izvorne stranice od 23. svibnja 2010. (Wayback Machine)